# Messiasia punicea
Messiasia punicea är en tvåvingeart som först beskrevs av Seguy 1928.  Messiasia punicea ingår i släktet Messiasia och familjen Mydidae. Inga underarter finns listade i Catalogue of Life.